# さより (原画家)
さより（1985年10月1日 — ）は、中華人民共和国出身の原画家・イラストレーター・漫画家。同人サークルNEKO WORKs代表。

## 来歴
5歳くらいから絵を描き始める。日本語は美少女ゲームで覚えたという。大学では漫画研究会に所属していた。
すみっこソフトの『とり×とり』でグラフィッカーとして商業デビュー。SMEEの『リリミエスタ』の彩色を請け負ったことがきっかけで、日向恭介のアシスタントも務めることとなる。
専属アシスタントとして来日する前に日向がアージュに声をかけられたことをきっかけに面接を受けることとなり、採用となる。『マブラヴ オルタネイティヴ クロニクルズ03』内の収録コンテンツ『マブラヴ アンリミテッド ザ・デイアフター』で原画家デビュー。その後アージュを寿退社。
2014年に発売された『ネコぱら』は英語・台湾繁体字の字幕も付きヒットした。2015年には台湾台北市でネコぱら原画展が開かれている。一部作品等ではsayori名義が使用されているものがある。
2020年9月よりフィギュアメーカー「NEKOYOME」を立ち上げ、フィギュア原型師としても活動。　自身のアダルトゲーム以外にクライアントから依頼された他作品も取り扱う。2020年以前はネコぱら関連のキャラクターフィギュアのデザイン監修を務めていた。

## 原画

### ゲーム
- マブラヴ アンリミテッド ザ・デイアフター[1]
- ラヴレッシブ[1]
- 夏恋ハイプレッシャー[11]
- 催眠遊戯[1]
- 催眠演舞[1]
- ネコぱら[1]
- 戦極姫4〜争覇百計、花守る誓い〜立花道雪ほか[12]
- モテすぎて修羅場なオレ[13]
- √ハーレム! Root-Harem![14]
- 僕と恋するポンコツアクマ。[15]
- 僕と恋するポンコツアクマ。すっごいえっち![16]
- ネコぱら Vol.0 水無月ネコたちの日常![17]
- Tropical Liquor[18]
- 贄の匣庭[19]

### ネコぱらシリーズ
- ネコぱら Vol.1 ソレイユ開店しました![17]
- ネコぱら Vol.2 姉妹ネコのシュクレ[17]
- ネコぱら Vol.3 ネコたちのアロマティゼ[20]
- ネコぱら Vol.4 ネコとパティシェのノエル[21]
- ネコぱら Vol.Extra[22]
- ネコぱらAfter ラ・ブレ・ファミーユ
- ネコぱら セカイコネクト

### フィギュア
2021年
- ショコラ 華ロリVer.[23]
- バニラ 華ロリVer.[24]

## イラスト
- 絵師100人展02[25]
- 僕は友達が少ない 公式アンソロジーコミック2 （メディアファクトリー）[5]
- 失敗禁止! 彼女のヒミツはもらさない!（真崎まさむね著 MF文庫J）[5]
- 処女はお姉さまに恋してる 2人のエルダー 卒業式前夜（まるち文庫）[26]
- 催眠遊戯（ぷちぱら文庫）[27]
- pixiv girls collection（コアマガジン）[28]
- ニトロプラス劇場 SMG―凄く真面目な外伝―（なごみ文庫）[28]
- 快盗天使ツインエンジェル 短編集☆学院編☆（みのり文庫）[28]
- ドリームクラブ 亜麻音編（みのり文庫）[28]
- 快盗天使ツインエンジェル 短編集☆快盗編☆（みのり文庫）[28]
- 桃色大戦ぱいろん[28]
- Alice In Pillowcover[29]、Wrapping Herts[30]、Alice In Firststage[31]
- 拡散性ミリオンアーサー[28]
- 大日本学園戦国記[28]
- ゆず・ぱら[28]
- pixiv CALENDAR 2012[32]

## アニメ
- ネコぱらOVA（キャラクター原案・監修）
- ネコぱら（キャラクター原案・プロデューサー・第12話エンドカード）